# António Marto
António Augusto dos Santos Marto (ur. 5 maja 1947 w Chaves) – portugalski duchowny rzymskokatolicki, doktor nauk teologicznych, biskup pomocniczy Bragi w latach 2000–2004, biskup diecezjalny Viseu w latach 2004–2006, biskup diecezjalny Leirii-Fátimy w latach 2006–2022, zastępca przewodniczącego Konferencji Episkopatu Portugalii w latach 2008–2011 oraz 2014–2020, wiceprzewodniczący Komisji Episkopatów Wspólnoty Europejskiej w latach 2018–2023, kardynał prezbiter od 2018, od 2022 biskup senior diecezji Leirii-Fátimy.

## Życiorys
Studiował w seminariach w Vila Real oraz w Porto. Uzyskał ponadto tytuł doktora teologii na rzymskim Papieskim Uniwersytecie Gregoriańskim.
Święcenia kapłańskie otrzymał 7 listopada 1971. Pracował przede wszystkim w seminarium w Porto, w którym był m.in. prefektem.
10 listopada 2000 papież Jan Paweł II prekonizował go biskupem pomocniczym Bragi, ze stolicą tytularną Bladia. Sakry biskupiej udzielił mu 11 lutego 2001 bp Joaquim Gonçalves w kościele Matki Bożej Poczęcia w Vila Real.
22 kwietnia 2004 został mianowany biskupem diecezjalnym Viseu. Decyzją papieża Benedykta XVI z dnia 22 kwietnia 2006, został przeniesiony na stolicę biskupią diecezji Leiria-Fátima.
28 stycznia 2022 papież Franciszek przyjął jego rezygnację z pełnionej funkcji.
W latach 2008–2011 i ponownie od 2014 był wiceprzewodniczącym Konferencji Episkopatu Portugalii.
20 maja 2018 podczas modlitwy Regina Coeli papież Franciszek ogłosił, że mianował go kardynałem. Jego kreacja kardynalska odbyła się na konsystorzu 28 czerwca 2018. Brał udział w konklawe 2025, które wybrało papieża Leona XIV.